# Arkivet för folklig dans
Arkivet för folklig dans bildades 1965 av Henry Sjöberg och finns numera på Svenskt visarkiv som är en del av Statens musikverk.

## Historik
Arkivet bildades 1965 av Henry Sjöberg. Mellan åren 1976-2011 fanns det på Dansmuseet, de senare åren i Samarbetsnämndens för folklig dans ägo. I samband med att Statens musikverk fick i uppdrag att även omfatta dans, togs Arkivet för folklig dans över av Svenskt visarkiv.

## Innehåll
Arkivet för folklig dans är Visarkivets största danssamling. Det innehåller filmer, dansböcker, tidskrifter, uppsatser, dansbeskrivningar, noter, fotografier och pressklipp, samt annat material från dansföreningar, danslärare, danskurser och seminarier. Dessutom ingår ett antal separata person- och organisationsarkiv, till exempel från Henry Sjöberg, Maud "Moppe" Carlsson och Nordisk förening för folkdansforskning.